# Włodzimierz Oliwa

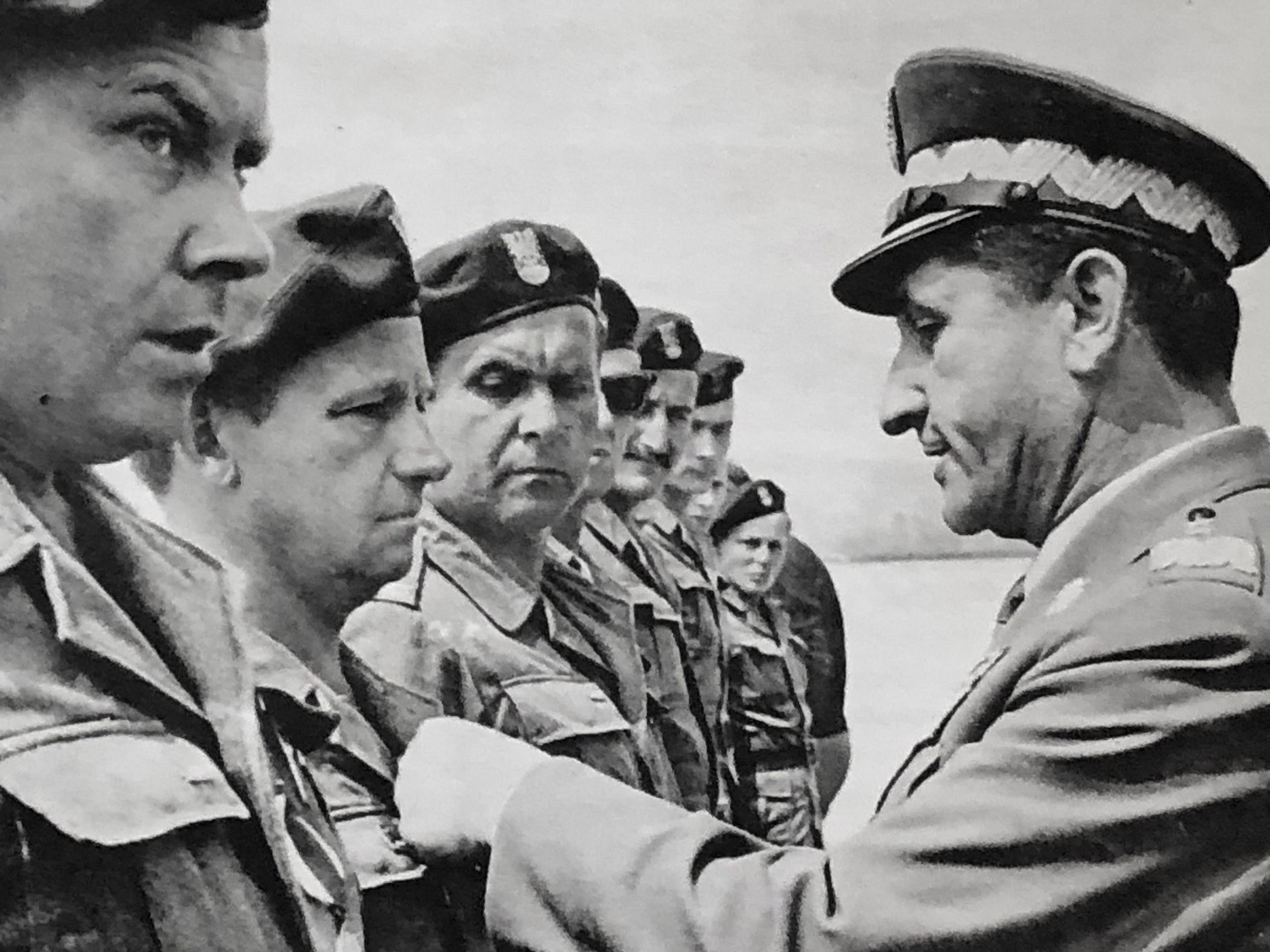
Dowódca Warszawskiego Okręgu Wojskowego gen. dyw. Włodzimierz Oliwa dekoruje oficerów okręgu, Warszawa 1973

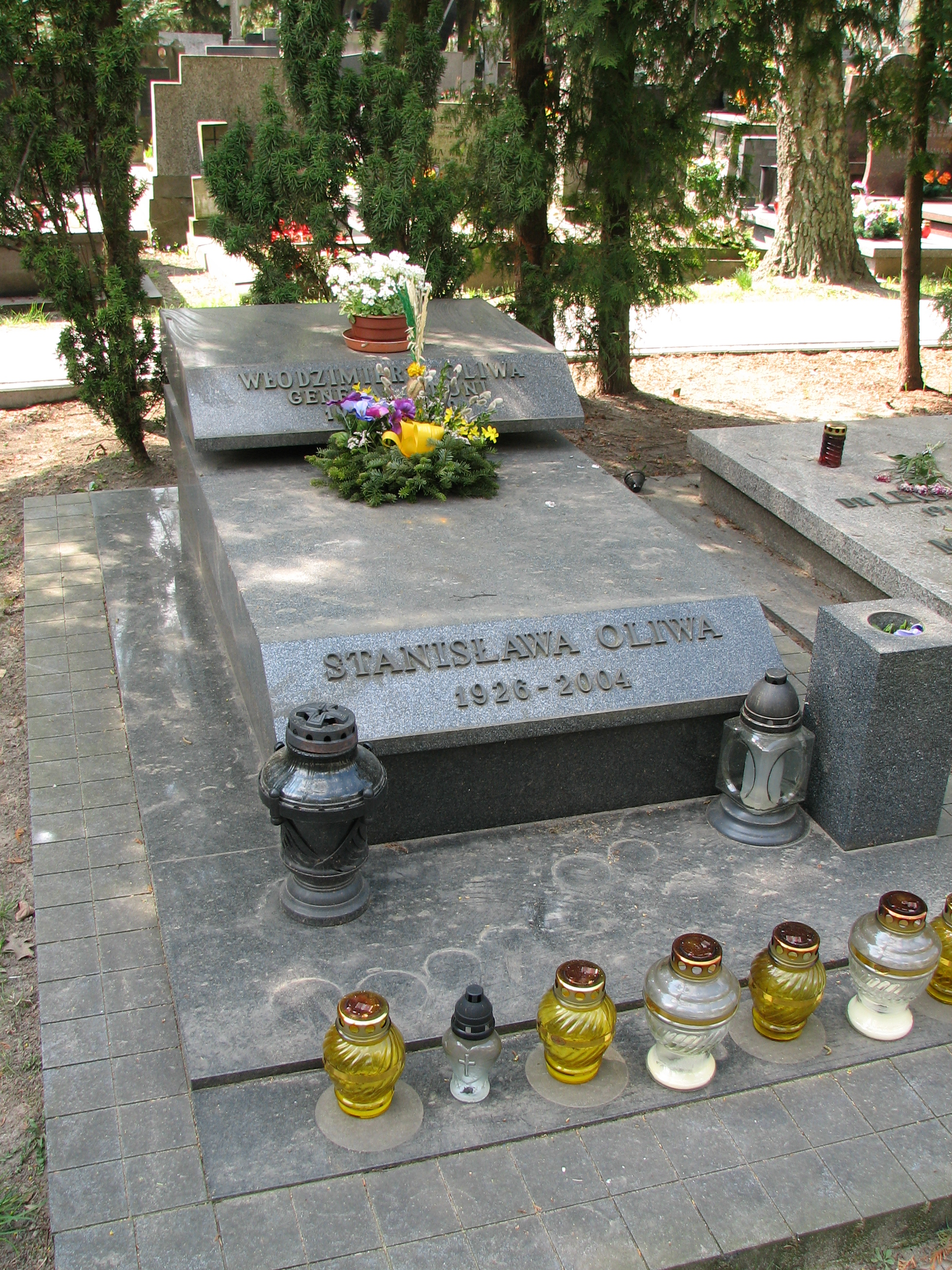
Grób Włodzimierza Oliwa i jego żony Stanisławy na Cmentarzu Wojskowym na Powązkach w Warszawie

Włodzimierz Józef Oliwa (ur. 17 listopada 1924 w Sułkowicach, zm. 5 czerwca 1989 w Warszawie) – generał broni Wojska Polskiego. Minister administracji, gospodarki terenowej i ochrony środowiska (1983), minister administracji i gospodarki przestrzennej (1983–1985). Poseł na Sejm PRL VII i VIII kadencji (1976–1985).

## Życiorys

### Służba wojskowa
Syn Stanisława (kowala) i Salomei z domu Galas. W latach 1931–1938 uczęszczał do Publicznej Szkoły Powszechnej w Sułkowicach, a następnie do 1941 uczył się w Szkole Mechanicznej zdobywając zawód mechanika ślusarskiego. W latach 1941–1944 pracował jako ślusarz narzędziowy w niemieckiej Fabryce Wyrobów Emaliowanych w Krakowie. W marcu 1945 jako ochotnik wstąpił do Wojska Polskiego i skierowany został do Oficerskiej Szkoły Piechoty Nr 1 w Krakowie. Ukończył ja w sierpniu 1946. Po promocji pozostał w szkole awansując na dowódcę plutonu, a w 1948 na dowódcę kompanii. W latach 1950–1953 był sekretarzem Komitetu Partyjnego Oficerskiej Szkoły Broni Pancernej w Poznaniu. W 1953 został wyznaczony na stanowisko szefa Wydziału Politycznego – zastępcy dowódcy 11 Dywizji Zmechanizowanej do spraw politycznych w Żaganiu. Od sierpnia 1954 do listopada 1955 przebywał na Kursie Doskonalenia Oficerów przy Akademii Wojskowo-Politycznej im. Włodzimierza Lenina w Moskwie. W 1955, po ukończeniu kursu, objął stanowisko zastępcy dowódcy 1 Korpusu Armijnego do spraw politycznych w Wałczu. W listopadzie 1956 został szefem Wydziału III Kadrowego w Zarządzie Politycznym Śląskiego Okręgu Wojskowego we Wrocławiu. W maju 1957 został zastępcą komendanta Wojewódzkiego Komitetu Wojskowego w Katowicach. W lipcu 1957 powrócił do Wrocławia na stanowisko zastępcy sekretarza Komitetu PZPR Śląskiego Okręgu Wojskowego. W 1958 uzyskał maturę w Gimnazjum Ogólnokształcącym we Wrocławiu. W kwietniu 1959 został wyznaczony na stanowisko zastępcy dowódcy 3 Korpusu Obrony Przeciwlotniczej Obszaru Kraju do spraw politycznych we Wrocławiu, a w lipcu 1960 został szefem Zarządu I Organizacyjnego Głównego Zarządu Politycznego WP w Warszawie. Na tym stanowisku na mocy uchwały Rady Państwa PRL z 1 października 1963 roku awansował na stopień wojskowy generała brygady. Akt nominacyjny wręczył mu 9 października 1963 w Belwederze przewodniczący Rady Państwa PRL Aleksander Zawadzki. W latach 1963–1965 był słuchaczem Akademii Sztabu Generalnego Sił Zbrojnych ZSRR im. marszałka Klimienta Woroszyłowa w Moskwie. 
Po powrocie do kraju został szefem Zarządu II Sztabu Generalnego WP, czyli szefem wywiadu wojskowego. Z funkcji szefa Zarządu II został usunięty w 1971 w związku z ucieczką na zachód oficera Zarządu II podpułkownika Kazimierza Stefańskiego. Na stanowisku szefa Zarządu II Włodzimierza Oliwę zastąpił płk Bolesław Szczepaniak.
Od lipca 1971 do października 1972 był dowódcą 1 Warszawskiej Dywizji Zmechanizowanej im. Tadeusza Kościuszki. Podczas jego dowodzenia dywizja zdobyła tytuł „Przodującego Związku Taktycznego w Siłach Zbrojnych”. Od października 1972 do 1983 dowodził Warszawskim Okręgiem Wojskowym. 29 września 1973 na mocy uchwały Rady Państwa awansowany do stopnia generała dywizji. Akt nominacyjny otrzymał 10 października 1973 w Belwederze z rąk I sekretarza Komitetu Centralnego PZPR Edwarda Gierka. Od kwietnia do czerwca 1976 ukończył Kurs Przeszkolenia Szczebla Operacyjno-Strategicznego dla kierowniczej kadry WP w Akademii Sztabu Generalnego Sił Zbrojnych ZSRR im. marszałka Klimienta Woroszyłowa w Moskwie. W latach 1981–1983 był członkiem Wojskowej Rady Ocalenia Narodowego.
Od 23 marca 1983 do 1 sierpnia 1983 był ministrem administracji, gospodarki terenowej i ochrony środowiska, a następnie do 12 listopada 1985 ministrem administracji i gospodarki przestrzennej w rządzie Wojciecha Jaruzelskiego. W latach 1985–1989 był wiceministrem obrony narodowej – głównym kwatermistrzem WP. Na tym stanowisku 3 października 1986 awansowany uchwałą Rady Państwa na generała broni. Nominację wręczył mu 10 października 1986 w Belwederze przewodniczący Rady Państwa PRL gen. armii Wojciech Jaruzelski. Był także przewodniczącym Komisji MON ds. Ochrony Środowiska i Ekologii Człowieka.
W latach 1986–1988 członek prezydium Społecznego Komitetu Odnowy Starego Miasta Zamościa. Od 25 kwietnia 1989 do 5 czerwca 1989 pełnił funkcję prezesa CWKS Legia Warszawa. Był również członkiem Prezydium Rady Głównej Przyjaciół Harcerstwa.

### Działalność polityczna
W 1947 został członkiem PPR. Od 1948 członek PZPR (pełnił m.in. funkcję sekretarza POP w latach 1949–1950). Był posłem na Sejm PRL VII i VIII kadencji z ramienia PZPR. Był delegatem na VIII (luty 1980), IX (lipiec 1981) i X (lipiec 1986) Zjazd PZPR. 
Zmarł nagle 5 czerwca 1989. 
Pochowany został 14 czerwca 1989 na Cmentarzu Wojskowym na Powązkach w Warszawie (kwatera A4-tuje-15). W pogrzebie uczestniczył I sekretarz KC PZPR, Zwierzchnik Sił Zbrojnych PRL gen. armii Wojciech Jaruzelski. Mowy pogrzebowe wygłosili: w imieniu Wojska Polskiego – minister obrony narodowej gen. armii Florian Siwicki, w imieniu współtowarzyszy służby – zastępca Głównego Kwatermistrza WP gen. bryg. Zdzisław Graczyk.

## Awanse
W trakcie wieloletniej służby w ludowym Wojsku Polskim otrzymywał awanse na kolejne stopnie wojskowe:
- podporucznik – 1946
- porucznik – 1948
- kapitan – 1950
- major – 1953
- podpułkownik – 1957
- pułkownik – 1960
- generał brygady – 1963
- generał dywizji – 1973
- generał broni – 1986

## Życie prywatne
Mieszkał w Warszawie. Od 1950 żonaty ze Stanisławą z domu Adamską (1926–2004), z zawodu rachmistrzem. Miał syna i córkę.

## Ordery i odznaczenia (lista niepełna)[5]
- Order Sztandaru Pracy I klasy (1973)
- Order Sztandaru Pracy II klasy (1964)
- Krzyż Komandorski z Gwiazdą Orderu Odrodzenia Polski (1983)[7]
- Krzyż Komandorski Orderu Odrodzenia Polski (1968)
- Złoty Krzyż Zasługi (1958)
- Medal 10-lecia Polski Ludowej (1954)
- Medal 30-lecia Polski Ludowej (1974)
- Medal 40-lecia Polski Ludowej (1984)
- Złoty Medal „Siły Zbrojne w Służbie Ojczyzny” (1968)
- Srebrny Medal „Siły Zbrojne w Służbie Ojczyzny”
- Brązowy Medal „Siły Zbrojne w Służbie Ojczyzny”
- Medal „Za udział w walkach o Berlin” (1970)
- Złoty Medal „Za zasługi dla obronności kraju” (1973)
- Srebrny Medal „Za zasługi dla obronności kraju”
- Brązowy Medal „Za zasługi dla obronności kraju”
- Złota Odznaka „Za Zasługi dla Obrony Cywilnej” (1983)
- Brązowa Odznaka „Za zasługi w ochronie porządku publicznego”
- Medal Komisji Edukacji Narodowej (1973)
- Srebrna Odznaka „Za zasługi w obronie granic PRL” (1976)
- Złoty Krzyż „Za Zasługi dla ZHP”
- Medal im. Ludwika Waryńskiego (1988)[8]
- Złota Odznaka Honorowa Towarzystwa Przyjaźni Polsko-Radzieckiej (1967)[9]
- Złoty Medal „Za Zasługi w Umacnianiu Przyjaźni PRL-ZSRR” (1987, TPPR)[10]
- Odznaka 1000-lecia Państwa Polskiego
- Odznaka „Zasłużony Działacz SZMW”
- Medal pamiątkowy „Za zasługi dla Warszawskiego Okręgu Wojskowego”
- Złota odznaka honorowa „Zasłużony Białostocczyźnie”[11]
- Złota odznaka honorowa „Za Zasługi dla Warszawy” (1977)[12]
- Odznaka „Za zasługi dla województwa ostrołęckiego” (1979)[13]
- Odznaka „Za zasługi dla województwa skierniewickiego” (1980)[14]
- Odznaka „Za zasługi dla województwa siedleckiego” (1985)[15]
- Wielki Oficer Orderu Korony (Belgia, 1977)
- Medal „Za Umacnianie Braterstwa Broni” (Bułgaria, 1980)
- Medal „30-lecia Bułgarskiej Armii Ludowej” (Bułgaria, 1974)
- Medal „Za Umacnianie Przyjaźni Sił Zbrojnych” I stopnia (Czechosłowacja, 1980)
- Medal „Za Umacnianie Przyjaźni Sił Zbrojnych” III stopnia (Czechosłowacja, 1970)
- Medal „40 lat Wyzwolenia Czechosłowacji przez Armię Radziecką” (Czechosłowacja, 1985)
- Order Flagi Narodowej II klasy (Korea Północna, 1977)
- Medal 30-lecia Rewolucyjnych Sił Zbrojnych Kuby (Kuba, 1987)
- Order „Za Bojowe Zasługi” (Mongolia, 1977)
- Wielki Oficer Orderu Infanta Henryka (Portugalia, 1976)[16]
- Złoty Medal Braterstwa Broni (Węgry)
- Order Czerwonego Sztandaru (Związek Radziecki, 1968)
- Order Przyjaźni Narodów (Związek Radziecki, 1973)
- Medal „Za umacnianie braterstwa broni” (Związek Radziecki, 1980)
- Medal jubileuszowy „Trzydziestolecia zwycięstwa w Wielkiej Wojnie Ojczyźnianej 1941–1945” (Związek Radziecki, 1975)
- Medal jubileuszowy „Czterdziestolecia zwycięstwa w Wielkiej Wojnie Ojczyźnianej 1941–1945” (Związek Radziecki, 1985)
- Medal jubileuszowy „60 lat Sił Zbrojnych ZSRR” (Związek Radziecki)
- Medal jubileuszowy „70 lat Sił Zbrojnych ZSRR” (Związek Radziecki, 1988)